# 30130 Jeandillman
30130 Jeandillman è un asteroide della fascia principale. Scoperto nel 2000, presenta un'orbita caratterizzata da un semiasse maggiore pari a 2,3434234 UA e da un'eccentricità di 0,1043378, inclinata di 6,15872° rispetto all'eclittica.